# Distantia tshuapa
Distantia tshuapa är en insektsart som beskrevs av Rauno E. Linnavuori och Al-ne'amy 1983. Distantia tshuapa ingår i släktet Distantia och familjen dvärgstritar. Inga underarter finns listade i Catalogue of Life.